# Tritonia griegi
Tritonia griegi is een slakkensoort uit de familie van de Tritoniidae. De wetenschappelijke naam van de soort is voor het eerst geldig gepubliceerd in 1922 door Odhner.